# Stephen Calder
Stephen Calder, detto Steve (Detroit, 1° dicembre 1957), è un ex velista canadese.

## Carriera
Nato negli Stati Uniti, che ha rappresentato a livello sportivo tra fine degli anni 70 ed i primi anni 80 e per i quali avrebbe gareggiato ai Giochi olimpici Mosca 1980 senza il boicottaggio, dal 1981 optò per la nazionali canadese unendosi a Hans Fogh e John Kerr con cui vinse i campionati nazionali dello stesso anno.
Dopo essersi ripetuti nel 1983 e nel 1984, biennio in in cui vinsero anche i campionati nordamericani e i campionati europei, Kerr, Fogh e Calder vennero scelti per gareggiare ai Giochi di Los Angeles 1984 dove si classificarono terzi.
Kerr venne sostituito da Rob Muru nel 1985, la nuova formazione vinse sia i campionati statunitensei che nordamericani ma, dopo un quarto posto ai mondiali del 1986, Muru venne a sua volta sostituito da Hank Lammens.
Con Fogh e Lammens, nel 1987 Calder si piazzò terzo ai campionati europei e secondo ai Giochi panamericani di Indianapolis.
Nonostante non essere stato scelto per i Giochi di Seul 1988, continuò a gareggiare per diversi anni, vincendo tra gli altri un titolo nazionale statunitense nel 1990.
Nel 2021 è stato introdotto nella hall of fame della vela canadese.

## Palmarès
- Giochi olimpici

Los Angeles 1984: bronzo nel soling.
- Giochi panamericani

Indianapolis 1987: argento nel soling.